# Pau Que Nasce Torto / Melô do Tchan
«Pau Que Nasce Torto / Melô do Tchan» es una canción de pagode del grupo brasileño É o Tchan!, publicada en 1995. La canción fue parte de su primer álbum, É o Tchan!, y se convirtió en el mayor éxito internacional del grupo bahiano.
En España fue una de las canciones del verano del año 1996, apareciendo en el reconocido recopilatorio Caribe Mix.